# Olmedilla de Alarcón
Olmedilla de Alarcón ist ein Ort und eine Gemeinde (Municipio) mit 128 Einwohnern (Stand: 2024) in der Provinz Cuenca in der Autonomen Region Kastilien-La Mancha.

## Geographie
Olmedilla de Alarcón liegt etwa 59 Kilometer südsüdöstlich von Cuenca in einer Höhe von ca. 820 m. Der aufgestaute Río Júcar begrenzt die Gemeinde im Westen. Eine sehr große Photovoltaikfreiflächenanlage befindet sich im Osten der Gemeinde. 

## Bevölkerungsentwicklung
| 1900 | 1950 | 1970 | 1981 | 1991 | 2001 | 2011 | 2021 |
| ---- | ---- | ---- | ---- | ---- | ---- | ---- | ---- |
| 337  | 561  | 358  | 266  | 254  | 163  | 154  | 144  |

## Sehenswürdigkeiten

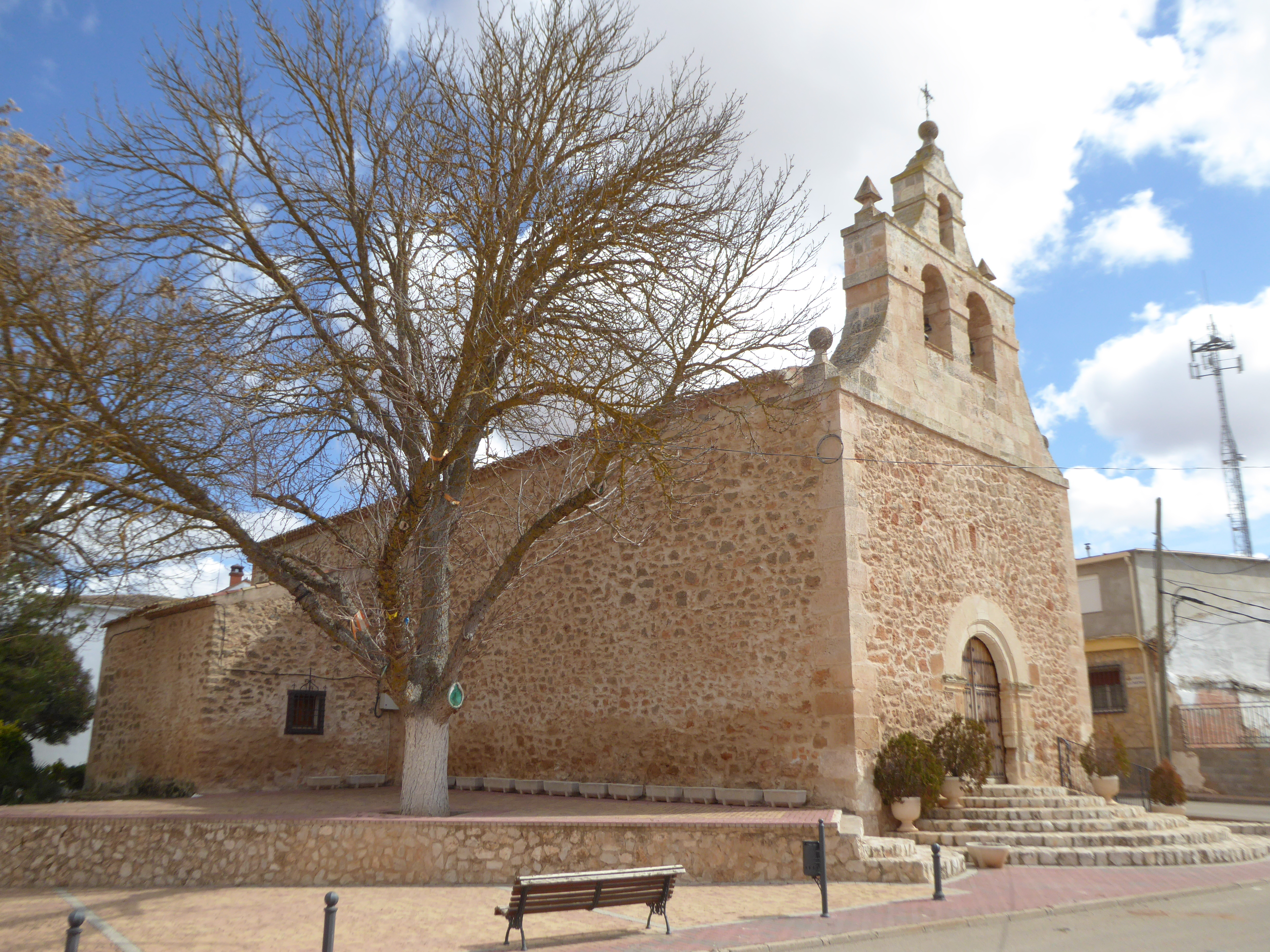
Peter-und-Paul-Kirche
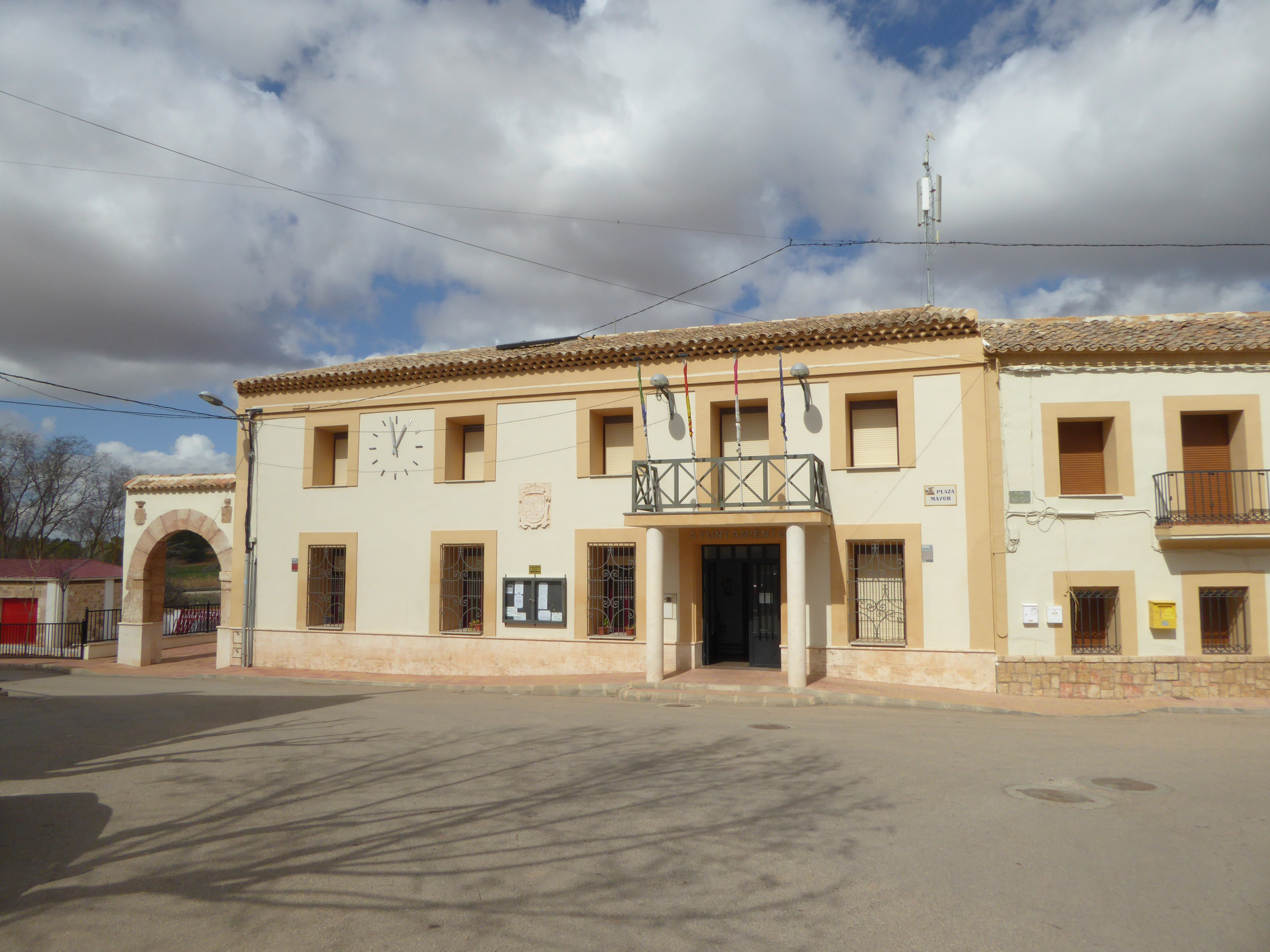
Rathaus

- Peter-und-Paul-Kirche
- Rathaus